# Dinátrium-hidrogén-foszfit
A dinátrium-hidrogén-foszfit szervetlen vegyület, képlete  Na2HPO3, de jellemzően pentahidrátként fordul elő. A foszforossav HP(O)(OH)2 sója, HPO2−3 aniont tartalmaz. Mivel benne a hidrogénatom a foszforhoz kapcsolódik, nem az oxigénhez, ezért az nem savas karakterű, ellentétben például a nátrium-hidrogén-karbonáttal. Mint minden foszfit, toxikus. Mivel a foszfor oxidációs száma benne +3, emiatt – mint minden foszfit – redukálószer.

## Fordítás
Ez a szócikk részben vagy egészben  a   Disodium hydrogen phosphite című angol Wikipédia-szócikk ezen változatának fordításán alapul.  Az eredeti cikk szerkesztőit annak laptörténete sorolja fel. Ez a jelzés csupán a megfogalmazás eredetét és a szerzői jogokat jelzi, nem szolgál a cikkben szereplő információk forrásmegjelöléseként.